# حارة جدر الصوافي (صنعاء)

تعديل مصدري - تعديل

جدر الصوافي هي إحدى حارات حي جدر بمدينة الروضة شمال العاصمة اليمنية "صنعاء"، بلغ تعداد سكانها 718 نسمة حسب تعداد اليمن لعام 2004.